# Slaapbeen

1 voorhoofdsbeen
2 wandbeen
3 neusbeen
4 zeefbeen
5 traanbeen
6 wiggenbeen
7 achterhoofdsbeen
8 slaapbeen
9 jukbeen
10 bovenkaaksbeen
11 mandibula of onderkaak

De slaapbeenderen of ossa temporalia, enkelvoud os temporale en ook de slaap, zijn de twee samengestelde beenderen aan weerszijden van het hoofd die deel uitmaken van de schedel. In het slaapbeen worden onderscheiden:
- Pars squamata
- Pars tympanica
- Pars mastoidica
- het rotsbeen, Pars petrosa

voorhoofdsbeen · wandbeen · slaapbeen · achterhoofdsbeen · wiggenbeen · zeefbeen

jukbeen · bovenkaakbeen · neusbeen · onderkaak · verhemeltebeen · traanbeen · ploegschaarbeen · onderste neusschelp

hamer · aambeeld · stijgbeugel